# Аполлоновский сельский совет (Харьковская область)
Аполлоновский сельский совет — входит в состав Сахновщинского района Харьковской области Украины.
Административный центр сельского совета находится в селе Аполлоновка.

## История
- 1870 — дата образования.

## Населённые пункты совета
- село Аполлоновка
- село Красная Горка
- село Лесовка
- село Николаевка
- село Червоная Долина